# Гайдашов Олексій Олександрович
Олексій Олександрович Гайдашов (біл. Алексей Аляксандравіч Гайдашоў; народився близько 1960) — білоруський науковець, географ, полярний дослідник. Заступник керівника Республіканського гідрометереологічного центра. Навчався на географічному факультеті БДУ. Під час навчання вів наукову діяльність, ходив у походи, засвоїв професію аквалангіста. Ще студентом захопився Антарктидою.
Після закінчення університету влаштувався на роботу у відділі гідрології Гідрометеоцентру Білорусі. Саме Гідрометеоцентр був єдиною організацією, яка могла командирувати спеціалістів у арктичні експедиції. В 1985 році Олексій Гайдашов відправився у Ленінград, де за свій рахунок навчався на спеціальних курсах для полярних дослідників, закінчив їх. Відмовився від перебування на станціях «Белінсгаузена» і «Молодіжна» — Гайдашов хотів працювати на віддаленій станції.

## Перша експедиція
Можливість відправитися на станцію такого типу — «Ленінградську» — народилася у 1988 році. Станція розташована на горі, на висоті 740 м над рівнем моря. Саме Гайдашову пощастило зафіксувати рекордну швидкість вітру в Антарктиді — 78 м/с (280 км/год). Перша експедиція Гайдашова тривала більше року. Ще декілька місяців на кораблі «Академік Федоров» він добирався назад до берегів СРСР.

## Друга експедиція
В 2006 році, вперше після довгого відпочинку, в Антарктиду знову відправилися білоруські спеціалісти. З 3 листопада 2006 року по квітень 2007 року Гайдашов разом з іншим білорусом Леонідом Туришовим брав участь у 52-й російській експедиції на станцію «Молодіжна». Дослідники відпливли з Петербургзького морського порту на «Академіку Федорові». Гайдашов та Туришов стали першими науковцями, які представляли в Антрктиді суверенну Білорусь.
Білоруські полярники вивчали можливість створення в тому регіоні білоруської полярної станції. Метою експедиції білорусів був пошук місця, де буде базуватися майбутня білоруська арктична станція. Полярники провели дослідження полярної станції «Гора вечірня» — законсервованої російської станції, яку було запропоновано освоїти. Станція розташована в зоні активності льодовика. Під час полярної експедиції білоруси жили на станції «Молодіжна», за 18 км від станції «Гора вечірня». Науковці провели дослідження всіх будинків та побудов, перевірили їхній технічний стан. Особливу увага звернули на екологічну ситуацію — через діяльність радянської, а згодом російської станцій, накопичилася велика кількість відходів. До цього станція була законсервована протягом 13 років.

## Третя експедиція
В 2007–2008 роках Олексій Гайдашов разом з трьома іншими білоруськими дослідниками (Віктор Дьомін, Ігор Бик, В'ячеслав Шпилевський) брали участь у 53-й російській антарктичній експедиції. Експедиція тривала приблизно 6 місяців. Білоруси провели 102 дні на польовій арктичній базі «Гора вечірня», яку російська сторона виділила під час першої спільної експедиції. Спеціалісти продовжили реконсервацію об'єктів бази, яку розпочали під час експедиції 2006–2007 років.